# منتخب نيبال لكرة الطائرة للسيدات
منتخب نيبال لكرة الطائرة للسيدات هو ممثل نيبال الرسمي في المنافسات الدولية في كرة طائرة للسيدات
.